# Cymatophos
Cymatophos is een geslacht van uitgestorven weekdieren uit de klasse van de Gastropoda (slakken). Exemplaren van dit geslacht zijn slechts als fossiel bekend.

## Soort
- Cymatophos galerus Pilsbry & Olsson, 1941 †